# Yakov Kreizberg
Yakov Kreizberg, nacido Jakov Maevič Byčkov (en ruso: Яков Крейцберг; San Petersburgo, 24 de octubre de 1959 – Mónaco, 15 de marzo de 2011), era un director de orquesta ruso.

## Primeros años

### En la Unión Soviética
Yakov Kreizberg nació en Leningrado, en una familia de origen judío. El padre, Maj Byčkov, fue médico y científico en el ejército. Su bisabuelo materno, por coincidencia de nombre Yakov Kreizberg, fue el director de la orquesta del Teatro de la Ópera de Odesa. Su hermano era Semyon Bychkov (nacido en 1952).
Yakov Kreizberg comenzó a estudiar piano a la edad de 5 años. Asistió al Coro de la Escuela Glinka, donde comenzó a componer a la edad de 13 años, y más tarde estudió dirección de orquesta con Ilya Musin, al igual que su hermano. 
Semyon Bychkov había emigrado de la Unión Soviética en 1975. También Yakov Kreizberg tenía la esperanza de emigrar, pero la situación profesional del padre y los riesgos de seguridad percibidos fueron barreras a la emigración. Su emigración fue posible sólo cuando su padre decidió divorciarse de su madre, para que su esposa pudiera salir del país con su hijo. En ese momento, él había compuesto varias obras, todas inéditas, en manuscrito. Las autoridades de la Unión Soviética, sin embargo, no permitían que ningún manuscrito saliera fuera del país, por lo que tuvo que dejar sus composiciones atrás. La experiencia fue tal que dejó la composición y decidió convertirse en director, a pesar de que dijo más tarde que "me había dado cuenta de que no tenía suficiente talento para esto."

### En los Estados Unidos
Después de la emigración con su madre a los Estados Unidos en 1976, Yakov Kreizberg, asistió al Mannes College de la Nueva Escuela de Música, como hizo su hermano, que estaba entre sus maestros de dirección y se graduó en 1981. Una de sus primeras apariciones públicas como director fue el 30 de marzo de 1980 en la Colegiata Marble donde dirige la Sinfonía n.º 88 de Haydn. Para su concierto de grado, dirigió la Orquesta del Mannes el 6 de marzo de 1981. En este período cambió su apellido por el nombre de soltera de su madre, Kreizberg, para distinguirlo de su hermano mayor.
Siguiendo el consejo de Seiji Ozawa, Kreizberg se trasladó a la Universidad de Míchigan en Ann Arbor (UM-Ann Arbor) para realizar sus estudios universitarios de dirección, donde uno de sus maestros fue Gustav Meier. Se convirtió en ciudadano estadounidense en 1982. Se convirtió en el primer estudiante de la UM-Ann Arbor en obtener un doctorado, tanto en dirección de orquesta como de ópera y ganó el Premio Eugene Ormandy de la escuela. En UM-Ann Arbor, conoció a una compañera estudiante, Amy Andersson con la que se casó en Nueva York el 24 de abril de 1988.
Kreizberg pasaba los veranos en Tanglewood continuando sus estudios de dirección de orquesta con Erich Leinsdorf, Ozawa, y Leonard Bernstein. Recibió una beca para estudiar en el Instituto de la Filarmónica de los Ángeles, donde continuó su trabajo con Bernstein y fue invitado a ser ayudante de Michael Tilson Thomas. Más tarde en su carrera, en el año 2006, Kreizberg ha reconocido en Bernstein, al director de orquesta que él más admiraba
De 1985 a 1988, ha sido el director de la orquesta de Mannes y también ha enseñado a dirigir a un número seleccionado de los estudiantes. Durante este período dirige conciertos de la Sinfónica de Nueva York. En 1986 Kreizberg ganó el primer premio en el Concurso de Dirección Stokowski de la American Symphony Orchestra, que supuso un concierto el 2 de marzo de 1986, en el Carnegie Hall, que repitió una semana más tarde (9 de marzo) en el Newark Symphony Hall.
Kreizberg también ha trabajado como acompañante de estudiantes de canto y acompañado producciones escénicas como la de 1981 de Mozart y Salieri de Rimski-Kórsakov. También acompañó y estuvo de gira con Roberta Peters a finales de la década de los 80.

## Carrera profesional

### Ópera
Kreizberg fue director Musical General (GMD) de los Teatros Municipales Unidos de Krefeld y Mönchengladbach de 1988 a 1994, donde su trabajo incluyó una gran revisión de la ópera-oratorio Troades de Aribert Reimann, que el propio compositor ha acogido con entusiasmo. En el momento de su nombramiento para la sede en 1986, tenía 27 años de edad, siendo el más joven nombrado en Alemania hasta ese momento para un puesto de GMD.
Kreizberg más tarde fue GMD de la Komische Oper de Berlín, de 1994 a 2001. Durante su permanencia allí dirigió 10 nuevas producciones de ópera y 38 conciertos orquestales así como 2 ballets. En particular, en 1994, ha dirigido Der gewaltige Hanrei de Berthold Goldschmidt, en su primera puesta en escena desde 1932. También presentó una producción de König Hirsch de Hans Werner Henze. Por su trabajo en la Komische Oper, recibió el Kritikerpreis für Musik en 1997 por la asociación alemana de los críticos de música. Kreizberg adujo dificultades en la financiación y la imposibilidad de cubrir las vacantes, como factores de su salida de la Komische Oper de Berlín.
Kreizberg dirigió por primera vez en la Ópera de Glyndebourne en 1992, en la producción de Nikolaus Lehnhoff de Jenůfa de Leoš Janáček. Regresó en 1995 para la producción de Deborah Warner del Don Giovanni de Wolfgang Amadeus Mozart (1995, documentado en el DVD) y la producción de Lehnhoff de Katia Kabanova de Janáček (1998).

### Orquestas sinfónicas
Las tareas como GMD en Krefeld-Mönchengladbach, incluían la dirección de la Niederrheinsche Sinfoniker. Durante su mandato, Kreizberg ha instituido conciertos especiales anuales dedicados a un solo compositor que la orquesta continuó después de su mandato. En 1993 Kreizberg comenzó su relación con la Jeunesses Musicales World Orchestra, como director musical y Director Principal.
En el Reino Unido Kreizberg hizo su debut en Los Proms dirigiendo a la Orquesta Sinfónica de la BBC el 3 de agosto de 1993, y regresando cada año de 1994 a 2000. Ha sido director titular de la Orquesta Sinfónica de Bournemouth de 1995 a 2000. Durante su permanencia en Bournemouth, dirigió la orquesta en su debut en el Carnegie Hall el 17 de abril de 1997. Con la Bournemouth SO dirigió el estreno británico del Passacaglia, op. 4, de Berthold Goldschmidt, el 25 de julio de 1996, con la presencia del compositor, pocos meses antes de la muerte de Goldschmidt. También dirigió el estreno de la Sinfonía n.º 2 de Pēteris Vasks, el 30 de julio de 1999 en Los Proms.
De 2003 a 2011, Kreizberg fue director titular y artístico de la Orquesta Filarmónica de los Países Bajos y de la Orquesta de Cámara de los Países Bajos. Con sus formaciones de los Países Bajos ha grabado con regularidad para Pentatone, incluyendo varios registros, en concierto con Julia Fischer. Kreizberg y Fischer han trabajado juntos con regularidad, y su primer encuentro con él fue en Filadelfia, en que ambos artistas presentaron el concierto para violín de Aram Jachaturián, por primera vez, después de la llegada de un agotador viaje.
Estaba programado que dejara oficialmente la Filarmónica de los Países Bajos y su Orquesta de Cámara al final de la temporada 2010-2011. Su último concierto fue el 14 de febrero de 2011, con la Filarmónica de los Países Bajos en el Concertgebouw de Ámsterdam, un mes antes de su muerte.
En el resto de Europa, Kreizberg fue el Principal Director Invitado de la Orquesta Sinfónica de Viena, de 2003 a 2009. En 2007 recibió el "Österreichisches Ehrenkreuz für Wissenschaft und Kunst (Cruz de Honor para las Ciencias y el Arte de Austria), en reconocimiento de su trabajo musical en Austria. Durante la temporada 2008-2009, Kreizberg fue Artista en Residencia en la Alte Oper de Frankfurt, el primer director en recibir este premio. Kreizberg fue director Musical y Director Artístico de la Orquesta Filarmónica de Montecarlo de 2009 hasta su muerte en 2011. Su contrato original era para 5 años, pero su última enfermedad había comenzado a manifestarse en el verano de 2010.

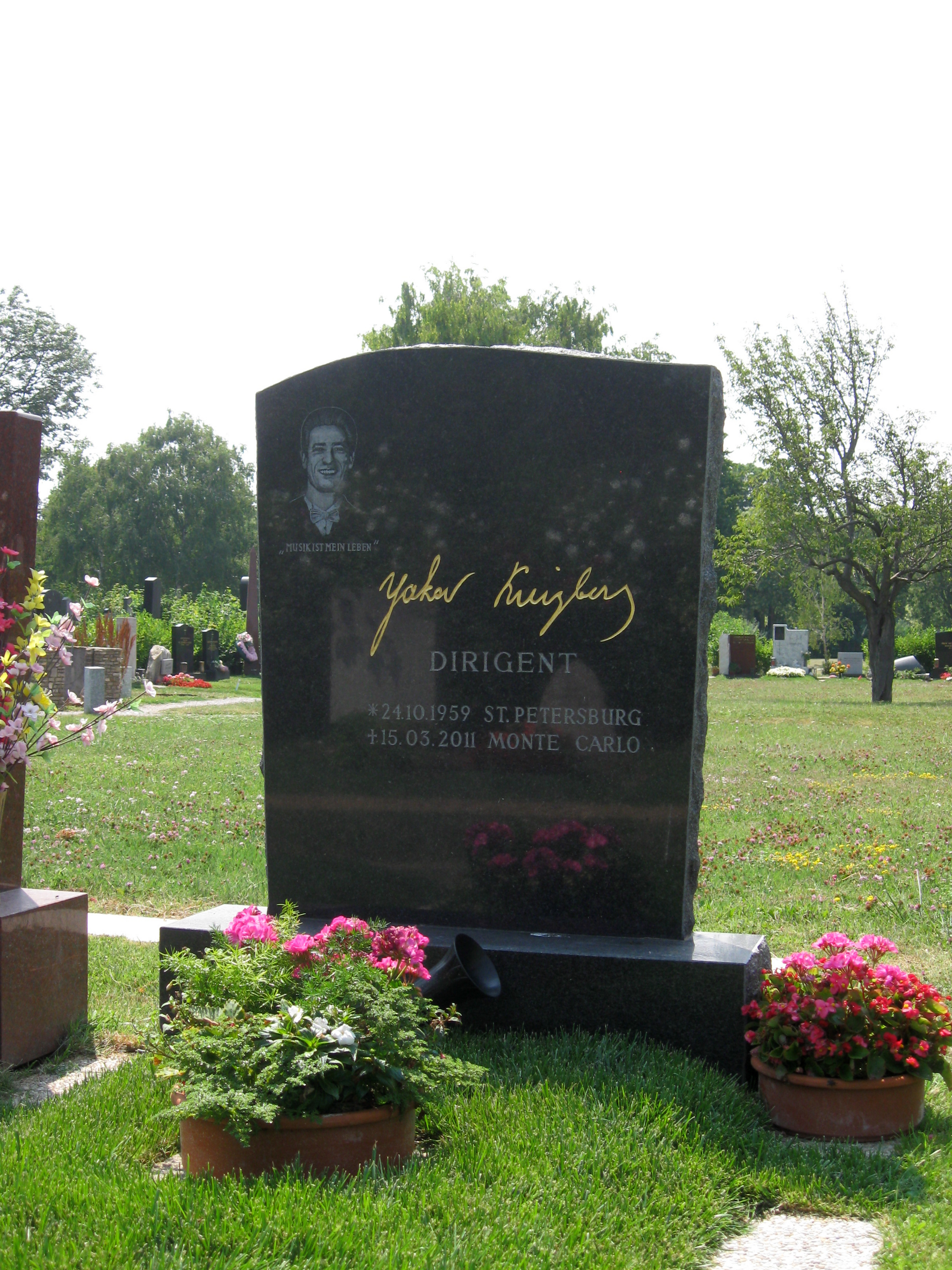
Tumba de Yakov Kreizberg sección 40 (reservada para austríacos honorarios) en el Cementerio Central de Viena

En los Estados Unidos, Kreizberg hizo su debut con la Orquesta Sinfónica de Chicago en 1992. Con la Orquesta Filarmónica de Los Ángeles en 1993 en el Hollywood Bowl, mientras que con la Filarmónica de Nueva York comenzó el 19 de mayo de 1999. Con la Orquesta de Filadelfia realizó más de 30 conciertos entre 1999 y 2007, incluyendo el reemplazo del saliente director musical de la orquesta Wolfgang Sawallisch en un tour en el año 2003 en el Norte y el Sur de América, dado que Sawallisch estaba demasiado enfermo para viajar.
Kreizberg murió el 15 de marzo de 2011 en Mónaco, a la edad de 51 años. Sus restos fueron trasladados desde Mónaco al Zentralfriedhof de Viena, donde la inscripción Musik ist mein Leben (la música es mi vida) aparece en su lápida. Él y Andersson tuvieron dos hijos.

## La recepción de la Crítica

### El poder dramático
Muchos comentarios de actuaciones y grabaciones de Kreizberg atribuyen a menudo sus cualidades únicas a su capacidad de imbuir a la música de fuerza dramática. Ya en una de sus primeras grabaciones, la Chronica de Goldschmidt, se observó que: "en la Chronica de Kreizberg tiene una energía que falta en el resto del programa..." En una representación de la ópera König Hirsch de Hans Werner Henze, en la Komische Oper, un crítico señaló: "La cosa más emocionante de la noche fue el brillante sonido de la orquesta, bajo la batuta de Yakov Kreizberg ". Una crítica en Gramophone del vídeo de Don Juan se refirió a él como "el fuego de Yakov Kreizberg". Y el Macbeth de Verdi, realizado en 2006 en el Royal Opera House: "... había mucho drama en la música, gracias a los esfuerzos del director Yakov Kreizberg y un elenco de potente voz en el escenario," y: "Gracias a Yakov Kreizberg la Orquesta y el Coro, por supuesto, nos deleitaron con la partitura que brillaba, y nunca se perdió el drama de sangre y truenos". En la crítica de su grabación de la 8.ª sinfonía de Dvorak, se dice: "Estas son unas hermosas presentaciones con sonido excelente..."
Incluso en Mozart los críticos han encontrado el drama: "Yakov Kreizberg lanza la Sinfonía concertante en estilo enfático: con un ritmo sin esfuerzos, en un poderoso impulso hacia adelante. La entrada emocionante de Mozart en el "Mannheim crescendo" tiene una intensidad casi feroz, reforzada por un amplio rango dinámico de la grabación".
Kreizberg al parecer tenía una afinidad especial por la música de Shostakovich. Para su debut con la Filarmónica de Nueva York, dirigió la Sinfonía N.º 11 de Shostakovich: "La actuación fue convincente. Kreizberg, nacido en Rusia y que ahora vive en Alemania, tiene una notable técnica de la batuta, utilizando en su mayoría muy pequeños y claros movimientos; dirige de memoria y parecía ser uno con la música y los músicos, que tocaron magníficamente."
Y del último año de su estancia en Bournemouth: "Después del intervalo Kreizberg dirigió, de memoria, la mayor performance en vivo de la Quinta Sinfonía de Shostakovich que he escuchado jamás. Absolutamente fiel a la letra de la partitura, lo que no se da tan a menudo, él y la Orquesta de Bournemouth estaban en completa armonía con el espíritu de esta obra de arte original. Esta fue una gran dirección y de excepcional finura, el sonido, la música orquestal, casi literalmente, a mí, me quitó el aliento: un magnífico logro." En una crítica de 2007 con la Orquesta de Filadelfia: "hace varios años Yakov Kreizberg dirigió la Sinfonía N.º 11 de Shostakovich con la Orquesta de Filadelfia en una de las presentaciones en vivo más dramáticas e incendiarias que he escuchado."
Tony Woodcock, exdirector de la orquesta, en Bournemouth, recordó: "tenía una gran reputación por sí mismo en este trabajo debido a su evidente pasión por él y su capacidad para moldear un conjunto de intensa presencia musical y dramática."

### La atención al detalle
Otro aspecto que muchos críticos han puesto de relieve es la atención de Kreizberg para los detalles, a menudo en una forma que encontraron única. En uno de sus primeros comentarios en la prensa alemana, un crítico describió su enfoque de la Toades de Reimann como el reflejo de una "superioridad, concentración, análisis conceptual, y la unión de la música y la escena, de los grupos instrumentales y vocales, y la precisión en los detalles." Un crítico al comentar la grabación de Julia Fischer de los conciertos para violín de Rusia dijo: "fue hábilmente acompañada a lo largo de la interpretación por Yakov Kreizberg, quien dirigió la Orquesta Nacional de Rusia con espléndida energía y atención al detalle." con respecto a las obras de Kurt Weill Der protagonist y Palacio Real: "Yakov Kreizberg dibuja una interpretación de alta definición, de la magnífica Orquesta Sinfónica de Viena, por el acaparamiento de todos los mordientes, la acción y el lirismo de estas obras de arte." En cuanto a la interpretación en el año 2003, de la Primera Sinfonía de Mahler con la Oregon Symphony: "Kreizberg es un intérprete de grandes ideas, se comunicó con precisión detallada. Dos de las manos más expresivas en su campo, e irradiaba ritmo desde el podio. Agregó un tipo de poesía de precisión, con resultados altamente expresivos".
En la sección sobre Kreizberg en su libro Maestros en América: los directores en el siglo XXI, Roderick L. Sharpe lo resume así: "Desde entonces, ha sido alabado constantemente por una técnica de batuta impecable que es tensa, precisa, bien estructurada y altamente disciplinada. Nunca hay ninguna duda de que se ha preparado a conciencia y meticulosamente cada actuación, con cada frase y todos los matices. Las interpretaciones resultantes muestran ideas claras e imaginativas y una firme comprensión de la estructura. Su manera de estar en el podio, lo contrario de extravagante, no carece de carisma y su forma deferente con los solistas van de la mano de su reputación como un acompañante experto de músicos y cantantes. Los críticos han señalado la sensibilidad, pasión, intensidad e inmediatez de sus actuaciones. Pero la emoción se mantiene siempre bajo control y es esta sensación de control la que se llevaron otros críticos que encuentran sus lecturas frías y carentes de atmósfera y de espontaneidad a veces."

### Como colaborador
Kreizberg era un colaborador excelente, probablemente debido a su vasta experiencia en el acompañamiento de cantantes desde la época de la universidad y, a continuación, continuar en el curso de su carrera profesional como director de ópera. En la grabación de Julia Fischer del Concierto para violín de Chaikovski: "Es un espectáculo hermoso, reforzado por el acompañamiento sensible Kreizberg y el más bello de los sonidos en la sección de vientos que creo haber escuchado en una orquesta rusa." En una crítica de la grabación de los conciertos de violonchelo de Shostakovich: "Yakov Kreizberg ha conseguido recientemente un considerable éxito con Julia Fischer y Daniel Müller-Schott en el 'Doble Concierto' de Brahms. Un nivel similar de preparación en cuanto al acompañamiento orquestal es evidente en su grabación, finamente equilibrada. En el Primer concierto se escuchará el violonchelo, golpear en repetidas ocasiones al feroz doble-stop, en contra de la orquesta, mientras que los instrumentos de viento de madera responden con precisión rítmica incisiva ..."
Daniel Müller-Schott dice de su colaboración: "La primera vez que nos conocimos fue en 2005 en los Estados Unidos para interpretar el Concierto de violonchelo de Dvorak. En ese momento, sentí que había un vínculo maravilloso, que habría de continuar durante años. Después de que se registró el Doble Concierto de Brahms con Julia Fischer, que fue fantástico, cuando me dieron la oportunidad de grabar los de Shostakovich, sentí que sería perfecto".
En una entrevista en Gramophone, Julia Fischer, fue preguntada por si su colaboración con Kreizberg fue beneficiosa: "Me ayudó increíblemente. Los artistas jóvenes ahora dejan de ver a sus maestros con regularidad muy pronto y van por todo el mundo. Ahora veo a mi profesor cada cuatro a seis meses. Y Yakov es la persona que juega ese papel para mí. Me ve todos los meses y repasa todo el material conmigo. Cuando toco con él estoy en mi mejor momento y los dos nos conocemos tan bien que sabemos lo que queremos el uno del otro."
También Hilary Hahn con respecto a la relación Kreizberg, dijo: "Es como una relación de toma y daca, hay que tener la mente abierta y ser flexible porque nada en la vida es totalmente en la forma en que lo imaginas."
Florian Zwiauer (violín de la Orquesta Filarmónica de los Países Bajos) resumió su opinión sobre Kreizberg así: "Él es el director de un músico."

## Discografía seleccionada
- Jachaturián / Prokófiev / Glazunov - Russian Violin Concertos. Julia Fischer, Yakov Kreizberg, Orquesta Nacional Rusa. Pentatone PTC 5186591 (2016).
- Chaikovski - Violin Concerto in D / Sérénade mélancolique / Valse-Scherzo / Souvenir d'un lieu cher. Pentatone PTC 5186610 (2016).
- In Memoriam Yakov Kreizberg. Works by Antonín Dvořák, Claude Debussy, Richard Wagner, Franz Schmidt, Johann Strauss Jr. Julia Fischer, Yakov Kreizberg, Netherlands Philharmonic Orchestra, Orquesta Sinfónica de Viena, Orquesta Nacional Rusa. Pentatone PTC 5186461 (2012).
- Antonín Dvořák- Sinfonia n. 6 & The Water Goblin. Yakov Kreizberg, Netherlands Philharmonic Orchestra. Pentatone PTC 5186302 (2009).
- Antonín Dvořák - Sinfonia n. 7 & "The Golden Spinning Wheel". Yakov Kreizberg, Netherlands Philharmonic Orchestra. Pentatone PTC 5186082 (2009).
- Johannes Brahms - Concierto para Violín & Doble Concierto para Violín y Violonchelo. Julia Fischer, Daniel Müller-Schott, Yakov Kreizberg, Netherlands Philharmonic Orchestra. Pentatone PTC 5186066 (2007).
- Antonín Dvořák - Sinfonía n. 8 & Holoubek, Op.110 & Polednice, Op. 108. Yakov Kreizberg, Netherlands Philharmonic Orchestra. Pentatone PTC 5186065 (2007).
- Dmitri Shostakóvich - Sinfonías n. 5&9 Op.47&Op.70. Yakov Kreizberg, Orquesta Nacional Rusa. Pentatone PTC 5186096 (2007).
- Johann Strauss – Waltzes. Pentatone PTC 5186052. (2006).
- Piotr Ilich Chaikovski - Violin concerto - Sérénade mélancolique - Valse - Souvenir d'un lieu cher. Julia Fischer, Yakov Kreizberg, Russian National Orchestra. Pentatone PTC 5186095 (2006).
- Tour de France musicale. Yakov Kreizberg, Works by Maurice Ravel, Gabriel Fauré, Claude Debussy. Netherlands Philharmonic Orchestra. Pentatone PTC 5186058 (2005).
- Richard Wagner - Preludes & Overtures. Yakov Kreizberg, Netherlands Philharmonic Orchestra. Pentatone PTC 5186041 (2004).
- Anton Bruckner - Sinfonia n. 7. Yakov Kreizberg, Orquesta Sinfónica de Viena. Pentatone PTC 5186051 (2005).
- Jachaturián / Prokófiev / Glazunov - Russian Violin Concertos. Julia Fischer, Yakov Kreizberg, Orquesta Nacional Rusa. Pentatone PTC 5186059 (2004).
- Antonín Dvořák - New World' Symphony & Chaikovski - "Romeo and Juliet" Overture. Yakov KrejcberKreizberg, Netherlands Philharmonic Orchestra. Pentatone PTC 5186019 (2003).
- Franz Schmidt - Sinfonia n.4 & Orchestral music from "Notre Dame". Yakov Kreizberg, Netherlands Philharmonic Orchestra. Pentatone PTC 5186015 (2003).

## Premios
- Diapason d'Or
- Echo Prize
- 1997 German Critics Prize
- 2007 Austrian Cross of Honour for Science and Art per servizi alla vita musicale dell'Austria